# Elisha Thomas
Elisha Thomas (ur. 20 lipca 1981 w Long Beach) – amerykańska siatkarka, reprezentantka Stanów Zjednoczonych. Występuje na pozycji środkowej. Po sezonie 2011/2012 postanowiła zakończyć karierę.

## Życie prywatne
Ma ojca Michaela i mamę Margaret oraz braci: Anthony’ego, Williama, Johna, Adriana i trzy siostry: Brianę, Christę, Rachel. Siostra Briana gra w koszykówkę.

## Sukcesy klubowe
Puchar Czech:
- 2009

Mistrzostwo Czech:
- 2009

Puchar Challenge:
- 2012

Mistrzostwo Azerbejdżanu:
- 2012

## Sukcesy reprezentacyjne
Puchar Panamerykański:
- 2003

Grand Prix:
- 2003